# Phaeogenes arogae
Phaeogenes arogae är en stekelart som beskrevs av Gittens och Henry 1966. Phaeogenes arogae ingår i släktet Phaeogenes och familjen brokparasitsteklar. Inga underarter finns listade i Catalogue of Life.